# Áreas protegidas de Tuvalu

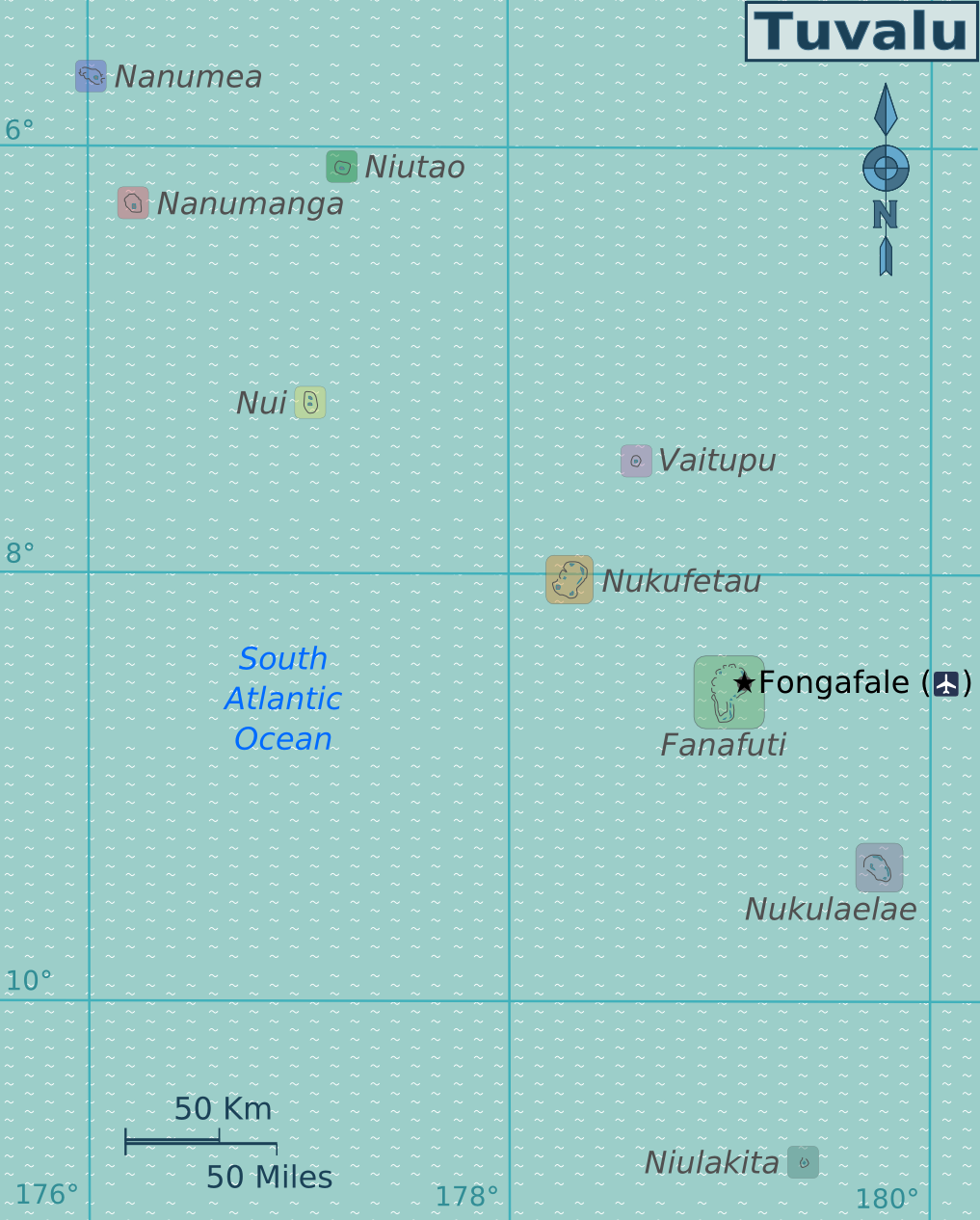
Tuvalu

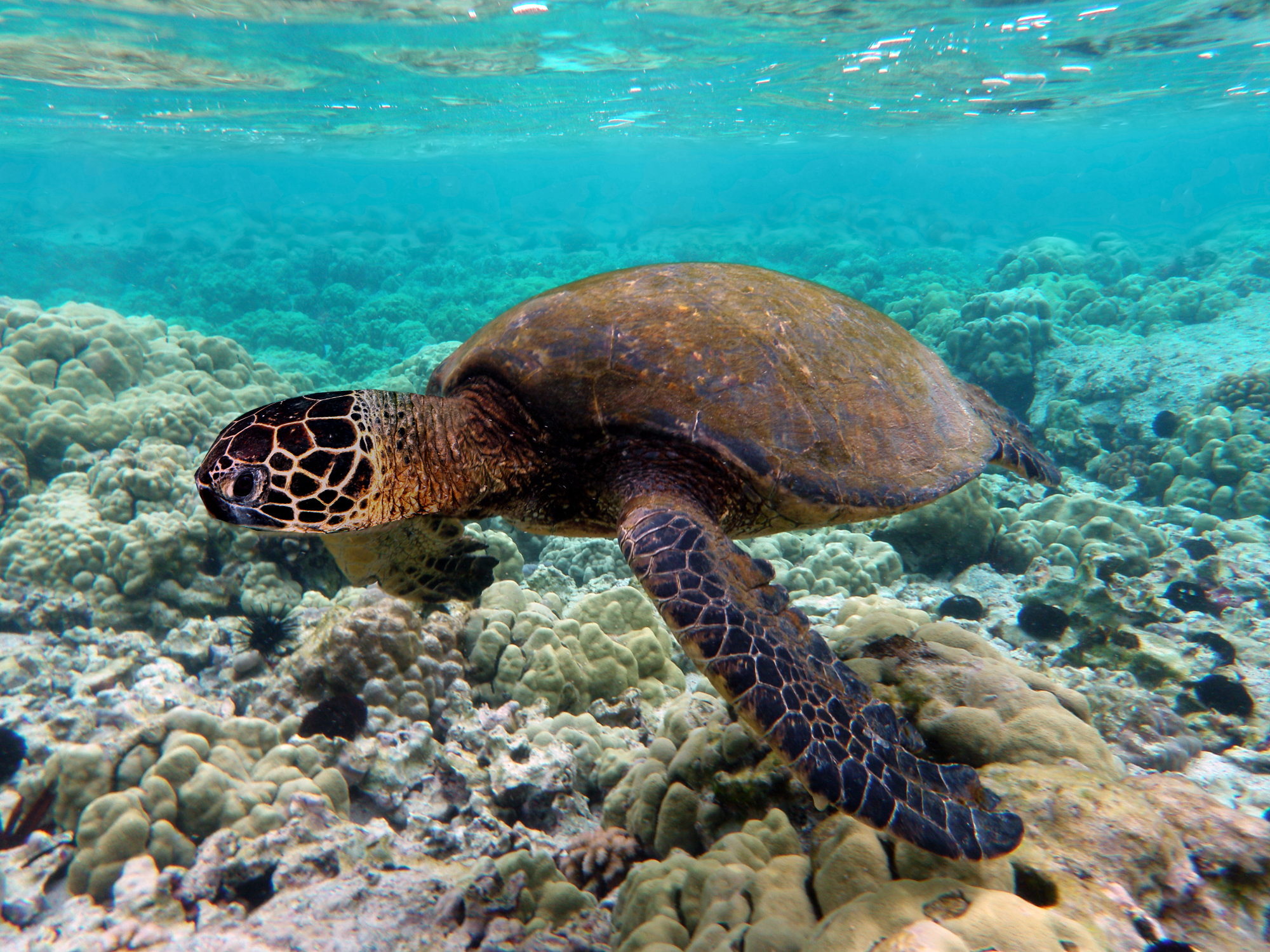
Tortuga verde

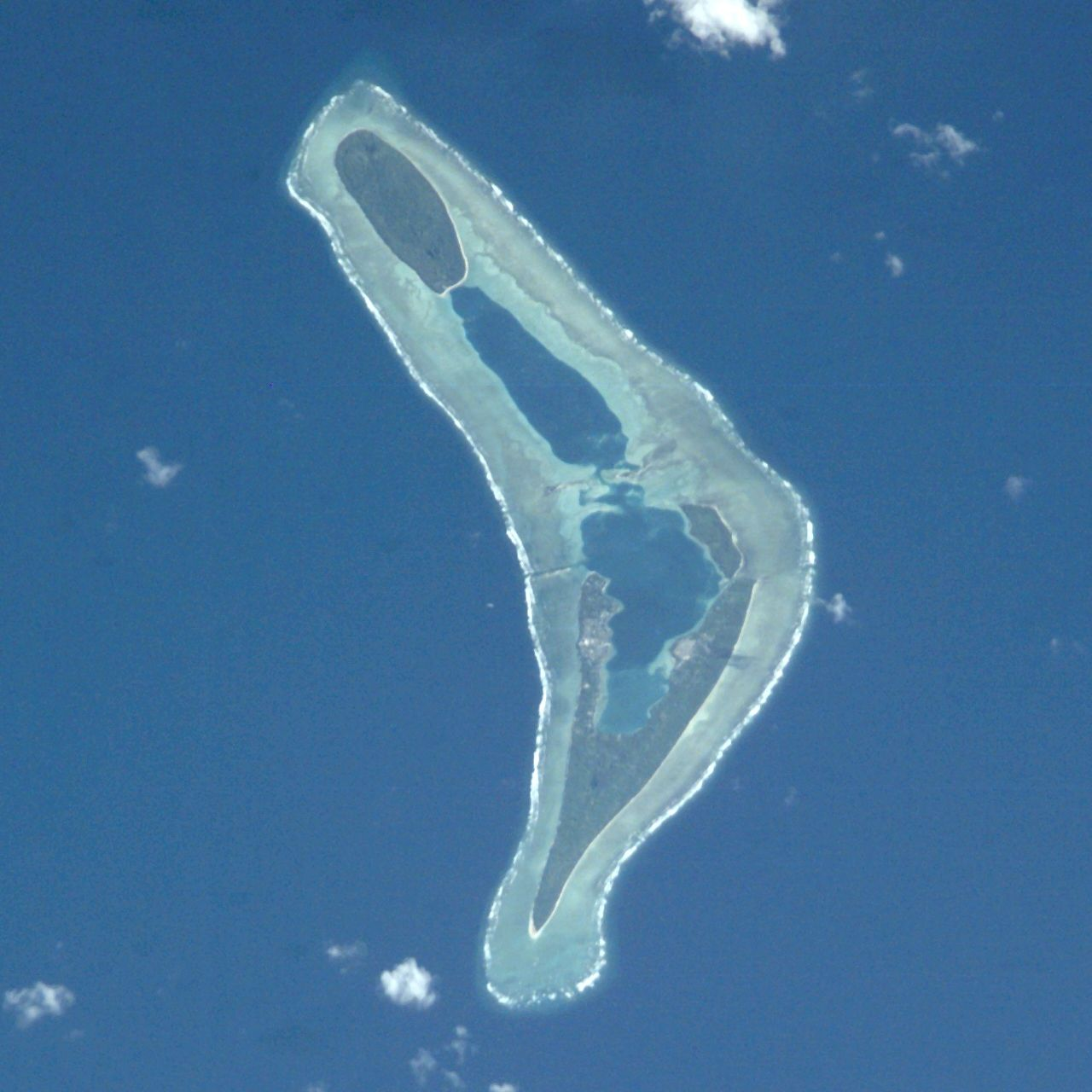
Atolón de Nanumea

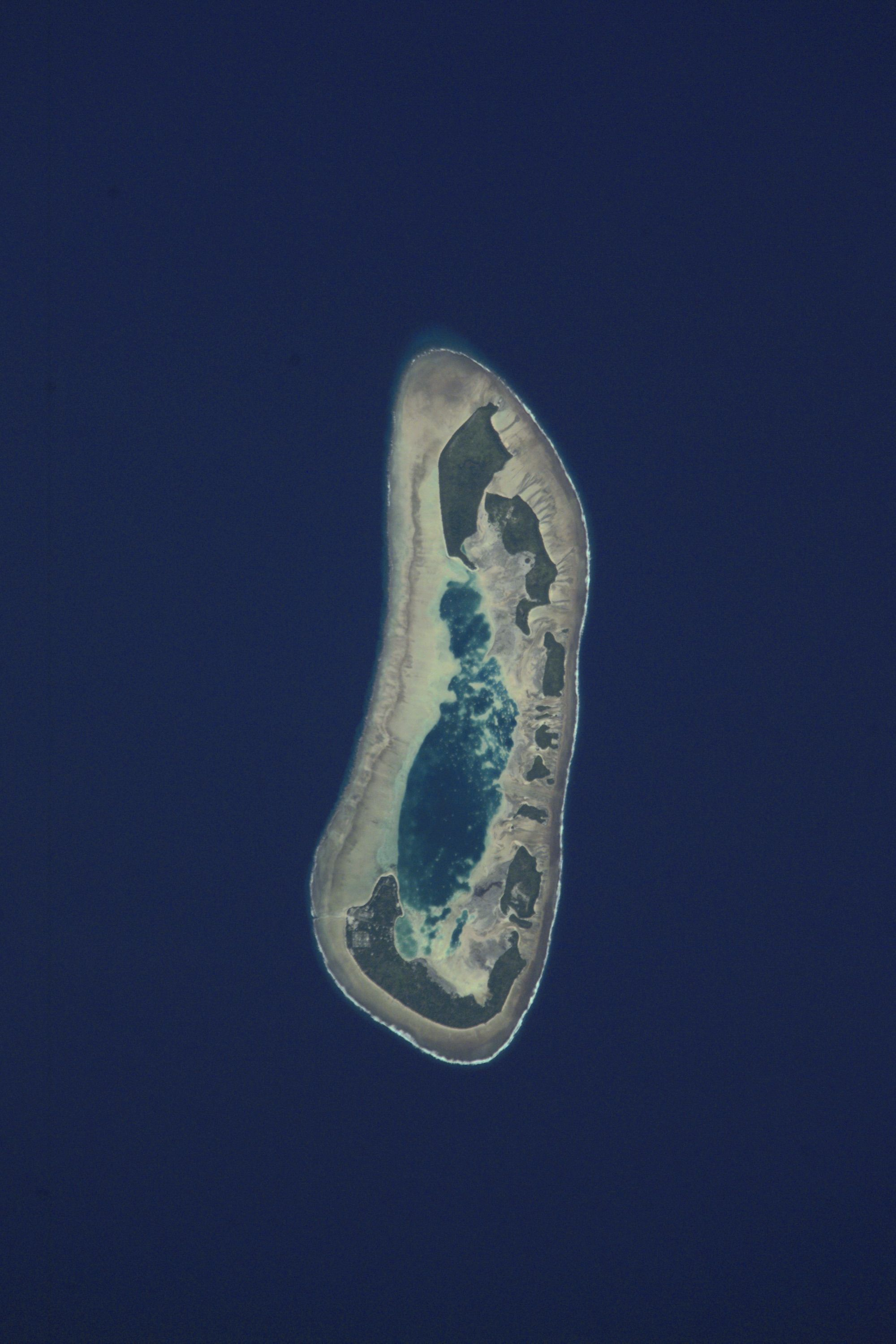
Atolón de Nui

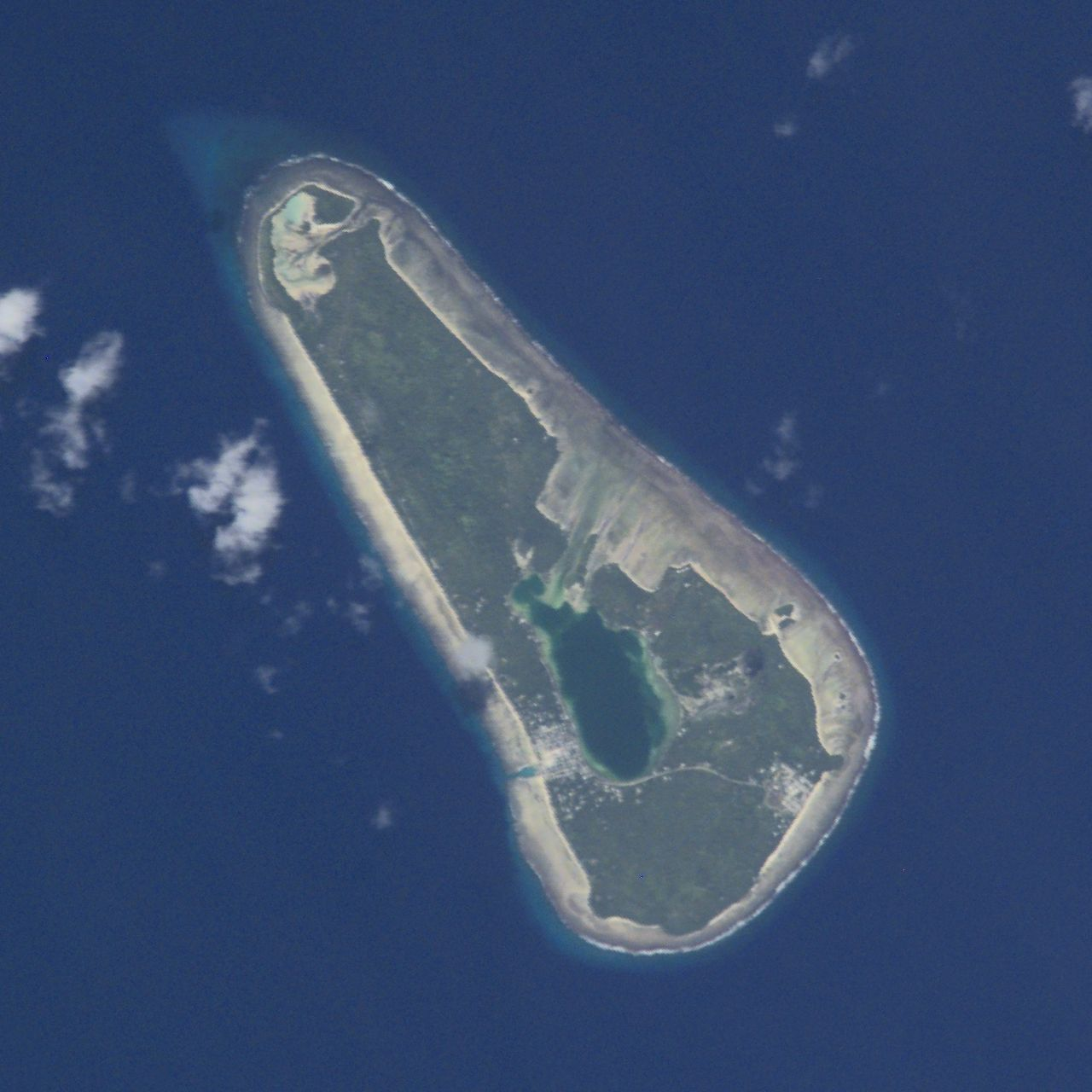
Atolón de Vaiputu

Según la IUCN, en Tuvalu hay 9 zonas protegidas que cubren 6 km² de los 42 km² de superficie terrestre, 214 km² de superficie marina de los 731.900 km² que corresponden al país. Todas son áreas marinas que incluyen algún islote de los atolones.
Tuvalu es un pequeño estado isleño en el Pacífico central, entre 5-11.oS y 176-179.oE, que comprende nueve atolones e islas de poca altura: Nanumea, Niutao, Niulakita, Nanumaga, Nui, Vaitupu, Nukufetau, Funafuti y Nukulaelae, con un área total de 26 km². La población en 2005 era de 11.636 personas, de las que el 50% vive en Funafuti, en el islote de Fongafale.
Seis de las islas son atolones bajos hechos de islotes (motu) que bordean lagunas, hechos de jóvenes, poco desarrollados e infértiles suelos coralinos de arena o grava. La falta de calidad de los suelos hace que la vegetación sea escasa. Asimismo, las plantas nativas son raras, en parte porque se ha cortado para plantar cocoteros y cultivos para los primeros habitantes de las islas. Con todo, hay unas 300 especies registradas, de las que 65 son nativas y el resto, introducidas. No hay mamíferos nativos.  Se conocen unas 28 especies de aves nativas, de las que 20 son aves marinas, y unas pocas migratorias. Hay insectos, cangrejos y unas pocas especies de lagartos.
La elevación media de las islas es de 1 m, con un máximo de 5 m, lo que hace a las islas muy vulnerables a los ciclones y tsunamis y uno de los lugares más afectados por el cambio climático. Las tormentas son frecuentes en la época húmeda, entre noviembre y abril. Hay una época más seca entre agosto y octubre. Las lluvias anuales oscilan entre 3000 y 4000 mm.

## Áreas marinas
- Área marina protegida de Funafuti, 40 km². Arrecife, laguna e islotes al oeste del atolón de Funafuti. Incluye la salida al océano y una parte de este. Protege peces, corales, algas e invertebrados. En los islotes se encuentra tortuga verde y cangrejo de los cocoteros, y en el islote de Fualopa hay una colonia de tiñosa menuda. La zona de conservación incluye seis islotes (motu en lengua local): Tepuka Vili Vili, (también llamado  Tepuka  Savilivili), Fualopa, Fuafatu, Vasafua, Fuagea  (también llamado Fuakea) y Tefala. En el mar se encuentran diversos tipos de tiburones: tiburón tigre, tiburón oceánico y marrajos.[4]
- Área marina protegida de Nanumea, 2,02 km², en el atolón del mismo nombre.
- Área marina protegida de Nukulaelae, 3,26 km²
- Área marina protegida de Nukufetau, 12,75 km²
- Área marina protegida de Nui, 5,75 km²

## Áreas de gestión local
- Área marina de gestión local de Vaitupu, 22 ha
- Área marina de gestión local de Nanumanga, 2.04 km²
- Área marina de gestión local de Niulakita, 21 ha
- Área marina de gestión local de Niutao, 167 ha